# Dennis Rommedahl
Dennis Rommedahl (Kopenhagen, 22 juli 1978) is een Deens voormalig betaald voetballer die bij voorkeur als rechtsbuiten speelde. Hij zette in januari 2015 een punt achter zijn carrière nadat hij en RKC Waalwijk in overleg zijn contract ontbonden. Rommedahl was van augustus 2000 tot en met oktober 2014 als international actief voor het Deens voetbalelftal, waarvoor hij 126 interlands speelde en 21 keer scoorde.

## Clubcarrière
Rommedahl debuteerde in het seizoen 1995/96 in het betaald voetbal in het shirt van Lyngby BK, waarvoor hij in twee seizoenen aan 26 wedstrijden kwam en viermaal scoorde. Daar werd hij opgemerkt door de scouts van PSV, dat hem gedurende het seizoen 1996/97 overnam. Het seizoen erop werd hij uitgeleend aan RKC Waalwijk en daar maakte hij zoveel progressie, dat hij daarna niet meer buiten de basis van de Eindhovense club werd gerekend. Rommedahl stond bekend om zijn snelheid en gebruikte die zodanig dat hij vaak aan de basis stond van vele PSV-doelpunten.
Rommedahl speelde 161 competitiewedstrijden voor PSV en scoorde daarin 29 keer, en zijn aantal assists overtreft dat aantal. Zowel in het seizoen 2001/2002 als 2002/2003 eindigde Rommedahl op de eerste plaats in het aangeversklassement; hij had respectievelijk 13 en 14 assists op zijn naam staan. Vooral met Mateja Kežman was hij een succesvolle combinatie. Hij werd vier keer landskampioen met de Eindhovenaren. In de zomer van 2004 werd hij overgenomen door het Engelse Charlton Athletic.Hij verbleef daar drie seizoenen en werd op 20 juli 2007 door Ajax vastgelegd. De buitenspeler werd op 12 november 2007 uitgeroepen tot voetballer van het jaar in Denemarken.
Ondanks het feit dat Rommedahl in zijn eerste jaar geen vaste basiskracht was, kwam hij tot dertig competitiewedstrijden, waarvan veertien als basisspeler. In zijn tweede seizoen werd hij in de winterstop voor een half seizoen verhuurd aan N.E.C.. In het seizoen 2010/11 werd hij transvervrij aangetrokken door Olympiakos Piraeus. Rommedahl tekende in juni 2013 een contract voor twee seizoenen bij RKC Waalwijk, maar kwam door blessureleed geen enkele competitiewedstrijd in actie voor de club. In januari 2015 werd zijn contract in overleg per 1 februari ontbonden. Hij zette hierna een punt achter zijn carrière.

### Clubstatistieken
| Seizoen | Club               | Competitie         | Duels | Goals |
| ------- | ------------------ | ------------------ | ----- | ----- |
| 1995/96 | Lyngby BK          | 1. division        | 9     | 0     |
| 1996/97 | Lyngby BK          | 1. division        | 17    | 4     |
| 1996/97 | PSV                | Eredivisie         | 2     | 0     |
| 1997/98 | → RKC Waalwijk     | Eredivisie         | 34    | 5     |
| 1998/99 | PSV                | Eredivisie         | 19    | 2     |
| 1999/00 | PSV                | Eredivisie         | 23    | 0     |
| 2000/01 | PSV                | Eredivisie         | 31    | 5     |
| 2001/02 | PSV                | Eredivisie         | 34    | 12    |
| 2002/03 | PSV                | Eredivisie         | 33    | 6     |
| 2003/04 | PSV                | Eredivisie         | 19    | 4     |
| 2004/05 | Charlton Athletic  | Premier League     | 26    | 2     |
| 2005/06 | Charlton Athletic  | Premier League     | 21    | 2     |
| 2006/07 | Charlton Athletic  | Premier League     | 28    | 0     |
| 2007/08 | Ajax               | Eredivisie         | 30    | 2     |
| 2008/09 | Ajax               | Eredivisie         | 3     | 0     |
| 2008/09 | → N.E.C. (huur)    | Eredivisie         | 14    | 0     |
| 2009/10 | Ajax               | Eredivisie         | 28    | 6     |
| 2010/11 | Olympiakos Piraeus | Olympiakos Piraeus | 22    | 2     |
| 2011/12 | Brøndby IF         | SAS Ligaen         | 20    | 3     |
| 2012/13 | Brøndby IF         | SAS Ligaen         | 28    | 3     |
| 2013/14 | RKC Waalwijk       | Eredivisie         | 0     | 0     |
| 2014/15 | RKC Waalwijk       | Eerste divisie     | 0     | 0     |
| Totaal  | Totaal             | Totaal             | 409   | 55    |

## Interlandcarrière
Rommedahl maakte op 16 augustus 2000 zijn debuut in het Deens voetbalelftal. Dat was in een vriendschappelijke wedstrijd tegen de Faeröer. Inmiddels heeft hij 124 interlands achter zijn naam staan. Hierin scoorde hij achttien keer. Tijdens de wedstrijd tegen Kameroen op het WK 2010 leverde Rommedahl de assist voor Nicklas Bendtners inschuivende gelijkmaker in de eerste heflt en scoorde hij zelf de winnende treffer in de tweede. Na een soloactie over de rechtervleugel, krulde hij de bal met links om de doelman heen in de verste hoek.
Op 11 augustus 2010 speelde Rommedahl (vriendschappelijk) tegen Duitsland zijn honderdste interland. Daarin scoorde hij zijn achttiende goal voor de Deense nationale ploeg. Rommedahl nam met Denemarken deel aan het EK voetbal 2012 in Polen en Oekraïne, waar de selectie van bondscoach Morten Olsen in de groepsfase werd uitgeschakeld. Op de 1-0-overwinning op Nederland volgden nederlagen tegen Portugal (2-3) en Duitsland (1-2), waardoor de Denen als derde eindigden in groep B.
Rommedahl maakte op 9 oktober 2014 bekend zich niet meer beschikbaar te stellen voor het Deens voetbalelftal. Hij beëindigde zijn carrière als international met 126 interlands en 21 interlanddoelpunten achter zijn naam.
| Interlands van Dennis Rommedahl   | Interlands van Dennis Rommedahl | Interlands van Dennis Rommedahl    | Interlands van Dennis Rommedahl | Interlands van Dennis Rommedahl | Interlands van Dennis Rommedahl |
| №                                 | Datum                           | Wedstrijd                          | Uitslag                         | Competitie                      | Goals                           |
| Als speler van PSV                | Als speler van PSV              | Als speler van PSV                 | Als speler van PSV              | Als speler van PSV              | Als speler van PSV              |
| --------------------------------- | ------------------------------- | ---------------------------------- | ------------------------------- | ------------------------------- | ------------------------------- |
| 1                                 | 16 augustus 2000                | Faeröer – Denemarken               | 0 – 2                           | Nordic Cup                      |                                 |
| 2                                 | 2 september 2000                | IJsland – Denemarken               | 1 – 2                           | WK-kwalificatie                 |                                 |
| 3                                 | 7 oktober 2000                  | Noord-Ierland – Denemarken         | 1 – 1                           | WK-kwalificatie                 | Goal                            |
| 4                                 | 11 oktober 2000                 | Denemarken – Bulgarije             | 1 – 1                           | WK-kwalificatie                 |                                 |
| 5                                 | 15 november 2000                | Denemarken – Duitsland             | 2 – 1                           | Oefeninterland                  | Goal · Goal                     |
| 6                                 | 24 maart 2001                   | Malta – Denemarken                 | 0 – 5                           | WK-kwalificatie                 |                                 |
| 7                                 | 28 maart 2001                   | Tsjechië – Denemarken              | 0 – 0                           | WK-kwalificatie                 |                                 |
| 8                                 | 25 april 2001                   | Denemarken – Slovenië              | 3 – 0                           | Oefeninterland                  |                                 |
| 9                                 | 2 juni 2001                     | Denemarken – Tsjechië              | 2 – 1                           | WK-kwalificatie                 |                                 |
| 10                                | 6 juni 2001                     | Denemarken – Malta                 | 2 – 1                           | WK-kwalificatie                 |                                 |
| 11                                | 15 augustus 2001                | Frankrijk – Denemarken             | 1 – 0                           | Oefeninterland                  |                                 |
| 12                                | 1 september 2001                | Denemarken – Noord-Ierland         | 1 – 1                           | WK-kwalificatie                 | Goal                            |
| 13                                | 5 september 2001                | Bulgarije – Denemarken             | 0 – 2                           | WK-kwalificatie                 |                                 |
| 14                                | 6 oktober 2001                  | Denemarken – IJsland               | 6 – 0                           | WK-kwalificatie                 | Goal                            |
| 15                                | 10 november 2001                | Denemarken – Nederland             | 1 – 1                           | Oefeninterland                  |                                 |
| 16                                | 13 februari 2002                | Saoedi-Arabië – Denemarken         | 0 – 1                           | Oefeninterland                  |                                 |
| 17                                | 27 maart 2002                   | Ierland – Denemarken               | 3 – 0                           | Oefeninterland                  |                                 |
| 18                                | 17 april 2002                   | Denemarken – Israël                | 3 – 1                           | Oefeninterland                  | Goal                            |
| 19                                | 17 mei 2002                     | Denemarken – Kameroen              | 2 – 1                           | Oefeninterland                  |                                 |
| 20                                | 26 mei 2002                     | Denemarken – Tunesië               | 2 – 1                           | Oefeninterland                  |                                 |
| 21                                | 1 juni 2002                     | Uruguay – Denemarken               | 1 – 2                           | WK-eindronde                    |                                 |
| 22                                | 6 juni 2002                     | Senegal – Denemarken               | 1 – 1                           | WK-eindronde                    |                                 |
| 23                                | 11 juni 2002                    | Denemarken – Frankrijk             | 2 – 0                           | WK-eindronde                    | Goal                            |
| 24                                | 15 juni 2002                    | Denemarken – Engeland              | 0 – 3                           | WK-eindronde                    |                                 |
| 25                                | 21 augustus 2002                | Schotland – Denemarken             | 0 – 1                           | Oefeninterland                  |                                 |
| 26                                | 7 september 2002                | Noorwegen – Denemarken             | 2 – 2                           | EK-kwalificatie                 |                                 |
| 27                                | 12 oktober 2002                 | Denemarken – Luxemburg             | 2 – 0                           | EK-kwalificatie                 |                                 |
| 28                                | 20 november 2002                | Denemarken – Polen                 | 2 – 0                           | Oefeninterland                  |                                 |
| 29                                | 12 februari 2003                | Egypte – Denemarken                | 1 – 4                           | Oefeninterland                  |                                 |
| 30                                | 29 maart 2003                   | Roemenië – Denemarken              | 2 – 5                           | EK-kwalificatie                 | Goal · Goal                     |
| 31                                | 2 april 2003                    | Denemarken – Bosnië en Herzegovina | 0 – 2                           | EK-kwalificatie                 |                                 |
| 32                                | 30 april 2003                   | Denemarken – Oekraïne              | 1 – 0                           | Oefeninterland                  |                                 |
| 33                                | 7 juni 2003                     | Denemarken – Noorwegen             | 1 – 0                           | EK-kwalificatie                 |                                 |
| 34                                | 11 juni 2003                    | Luxemburg – Denemarken             | 0 – 2                           | EK-kwalificatie                 |                                 |
| 35                                | 20 augustus 2003                | Denemarken – Finland               | 1 – 1                           | Oefeninterland                  |                                 |
| 36                                | 10 september 2003               | Denemarken – Roemenië              | 2 – 2                           | EK-kwalificatie                 |                                 |
| 37                                | 11 oktober 2003                 | Bosnië en Herzegovina – Denemarken | 1 – 1                           | EK-kwalificatie                 |                                 |
| 38                                | 16 november 2003                | Engeland – Denemarken              | 2 – 3                           | Oefeninterland                  |                                 |
| 39                                | 28 april 2004                   | Denemarken – Schotland             | 1 – 0                           | Oefeninterland                  |                                 |
| 40                                | 30 mei 2004                     | Estland – Denemarken               | 2 – 2                           | Oefeninterland                  |                                 |
| 41                                | 5 juni 2004                     | Denemarken – Kroatië               | 1 – 2                           | Oefeninterland                  |                                 |
| 42                                | 14 juni 2004                    | Denemarken – Italië                | 0 – 0                           | EK-eindronde                    |                                 |
| 43                                | 18 juni 2004                    | Denemarken – Bulgarije             | 2 – 0                           | EK-eindronde                    |                                 |
| 44                                | 22 juni 2004                    | Denemarken – Zweden                | 2 – 2                           | EK-eindronde                    |                                 |
| 45                                | 27 juni 2004                    | Tsjechië – Denemarken              | 3 – 0                           | EK-eindronde                    |                                 |
| Als speler van Charlton Athletic  |                                 |                                    |                                 |                                 |                                 |
| 46                                | 18 augustus 2004                | Polen – Denemarken                 | 1 – 5                           | Oefeninterland                  |                                 |
| 47                                | 9 oktober 2004                  | Albanië – Denemarken               | 0 – 2                           | WK-kwalificatie                 |                                 |
| 48                                | 13 oktober 2004                 | Denemarken – Turkije               | 1 – 1                           | WK-kwalificatie                 |                                 |
| 49                                | 17 november 2004                | Georgië – Denemarken               | 2 – 2                           | WK-kwalificatie                 |                                 |
| 50                                | 9 februari 2005                 | Griekenland – Denemarken           | 2 – 1                           | WK-kwalificatie                 | Goal                            |
| 51                                | 30 maart 2005                   | Oekraïne – Denemarken              | 1 – 0                           | WK-kwalificatie                 |                                 |
| 52                                | 2 juni 2005                     | Finland – Denemarken               | 0 – 1                           | Oefeninterland                  |                                 |
| 53                                | 8 juni 2005                     | Denemarken – Albanië               | 3 – 1                           | WK-kwalificatie                 |                                 |
| 54                                | 17 augustus 2005                | Denemarken – Engeland              | 4 – 1                           | Oefeninterland                  | Goal                            |
| 55                                | 3 september 2005                | Turkije – Denemarken               | 2 – 2                           | WK-kwalificatie                 |                                 |
| 56                                | 7 september 2005                | Denemarken – Georgië               | 6 – 1                           | WK-kwalificatie                 |                                 |
| 57                                | 8 oktober 2005                  | Denemarken – Griekenland           | 1 – 0                           | WK-kwalificatie                 |                                 |
| 58                                | 12 oktober 2005                 | Kazachstan – Denemarken            | 1 – 2                           | WK-kwalificatie                 |                                 |
| 59                                | 16 augustus 2006                | Denemarken – Polen                 | 2 – 0                           | Oefeninterland                  | Goal                            |
| 60                                | 1 september 2006                | Denemarken – Portugal              | 4 – 2                           | Oefeninterland                  |                                 |
| 61                                | 6 september 2006                | IJsland – Denemarken               | 0 – 2                           | EK-kwalificatie                 | Goal                            |
| 62                                | 11 oktober 2006                 | Liechtenstein – Denemarken         | 0 – 4                           | EK-kwalificatie                 |                                 |
| 63                                | 6 februari 2007                 | Australië – Denemarken             | 1 – 3                           | Oefeninterland                  |                                 |
| 64                                | 24 maart 2007                   | Spanje – Denemarken                | 2 – 1                           | EK-kwalificatie                 |                                 |
| 65                                | 28 maart 2007                   | Duitsland – Denemarken             | 0 – 1                           | Oefeninterland                  |                                 |
| 66                                | 2 juni 2007                     | Denemarken – Zweden                | 3 – 3                           | EK-kwalificatie                 |                                 |
| 67                                | 6 juni 2007                     | Letland – Denemarken               | 0 – 2                           | EK-kwalificatie                 | Goal · Goal                     |
| Als speler van Ajax               |                                 |                                    |                                 |                                 |                                 |
| 68                                | 22 augustus 2007                | Denemarken – Ierland               | 0 – 4                           | Oefeninterland                  |                                 |
| 69                                | 8 september 2007                | Zweden – Denemarken                | 0 – 0                           | EK-kwalificatie                 |                                 |
| 70                                | 12 september 2007               | Denemarken – Liechtenstein         | 4 – 0                           | EK-kwalificatie                 |                                 |
| 71                                | 13 oktober 2007                 | Denemarken – Spanje                | 1 – 3                           | EK-kwalificatie                 |                                 |
| 72                                | 17 oktober 2007                 | Denemarken – Letland               | 3 – 1                           | EK-kwalificatie                 | Goal                            |
| 73                                | 17 november 2007                | Noord-Ierland – Denemarken         | 2 – 1                           | EK-kwalificatie                 |                                 |
| 74                                | 21 november 2007                | Denemarken – IJsland               | 3 – 0                           | EK-kwalificatie                 |                                 |
| 75                                | 6 februari 2008                 | Slovenië – Denemarken              | 1 – 2                           | Oefeninterland                  |                                 |
| 76                                | 26 maart 2008                   | Denemarken – Tsjechië              | 1 – 1                           | Oefeninterland                  |                                 |
| 77                                | 29 mei 2008                     | Nederland – Denemarken             | 1 – 1                           | Oefeninterland                  |                                 |
| 78                                | 1 juni 2008                     | Polen – Denemarken                 | 1 – 1                           | Oefeninterland                  |                                 |
| 79                                | 20 augustus 2008                | Denemarken – Spanje                | 0 – 3                           | Oefeninterland                  |                                 |
| 80                                | 6 september 2008                | Hongarije – Denemarken             | 0 – 0                           | WK-kwalificatie                 |                                 |
| 81                                | 10 september 2008               | Portugal – Denemarken              | 2 – 3                           | WK-kwalificatie                 |                                 |
| 82                                | 11 oktober 2008                 | Denemarken – Malta                 | 3 – 0                           | WK-kwalificatie                 |                                 |
| 83                                | 19 november 2008                | Denemarken – Wales                 | 0 – 1                           | Oefeninterland                  |                                 |
| Als speler van NEC Nijmegen       |                                 |                                    |                                 |                                 |                                 |
| 84                                | 11 februari 2009                | Griekenland – Denemarken           | 1 – 1                           | Oefeninterland                  |                                 |
| 85                                | 28 maart 2009                   | Malta – Denemarken                 | 0 – 3                           | WK-kwalificatie                 |                                 |
| 86                                | 1 april 2009                    | Denemarken – Albanië               | 3 – 0                           | WK-kwalificatie                 |                                 |
| 87                                | 6 juni 2009                     | Zweden – Denemarken                | 0 – 1                           | WK-kwalificatie                 |                                 |
| Als speler van Ajax               |                                 |                                    |                                 |                                 |                                 |
| 88                                | 12 augustus 2009                | Denemarken – Chili                 | 1 – 2                           | Oefeninterland                  |                                 |
| 89                                | 5 september 2009                | Denemarken – Portugal              | 1 – 1                           | WK-kwalificatie                 |                                 |
| 90                                | 9 september 2009                | Albanië – Denemarken               | 1 – 1                           | WK-kwalificatie                 |                                 |
| 91                                | 10 oktober 2009                 | Denemarken – Zweden                | 1 – 0                           | WK-kwalificatie                 |                                 |
| 92                                | 14 oktober 2009                 | Denemarken – Hongarije             | 0 – 1                           | WK-kwalificatie                 |                                 |
| 93                                | 3 maart 2010                    | Oostenrijk – Denemarken            | 2 – 1                           | Oefeninterland                  |                                 |
| 94                                | 27 mei 2010                     | Denemarken – Senegal               | 2 – 0                           | Oefeninterland                  |                                 |
| 95                                | 1 juni 2010                     | Australië – Denemarken             | 1 – 0                           | Oefeninterland                  |                                 |
| 96                                | 5 juni 2010                     | Zuid-Afrika – Denemarken           | 1 – 0                           | Oefeninterland                  |                                 |
| 97                                | 14 juni 2010                    | Denemarken – Nederland             | 0 – 2                           | WK-eindronde                    |                                 |
| 98                                | 19 juni 2010                    | Kameroen – Denemarken              | 1 – 2                           | WK-eindronde                    | Goal                            |
| 99                                | 24 juni 2010                    | Japan – Denemarken                 | 3 – 1                           | WK-eindronde                    |                                 |
| Als speler van Olympiakos Piraeus |                                 |                                    |                                 |                                 |                                 |
| 100                               | 11 augustus 2010                | Denemarken – Duitsland             | 2 – 2                           | Oefeninterland                  | Goal                            |
| 101                               | 7 september 2010                | Denemarken – IJsland               | 1 – 0                           | EK-kwalificatie                 |                                 |
| 102                               | 8 oktober 2010                  | Portugal – Denemarken              | 3 – 1                           | EK-kwalificatie                 |                                 |
| 103                               | 12 oktober 2010                 | Denemarken – Cyprus                | 2 – 0                           | EK-kwalificatie                 |                                 |
| 104                               | 17 november 2010                | Denemarken – Tsjechië              | 0 – 0                           | Oefeninterland                  |                                 |
| 105                               | 9 februari 2011                 | Denemarken – Engeland              | 1 – 2                           | Oefeninterland                  |                                 |
| 106                               | 26 maart 2011                   | Noorwegen – Denemarken             | 1 – 1                           | EK-kwalificatie                 | Goal                            |
| 107                               | 29 maart 2011                   | Slowakije – Denemarken             | 1 – 2                           | Oefeninterland                  |                                 |
| 108                               | 4 juni 2011                     | IJsland – Denemarken               | 0 – 2                           | EK-kwalificatie                 |                                 |
| 109                               | 10 augustus 2011                | Schotland – Denemarken             | 2 – 1                           | Oefeninterland                  |                                 |
| Als speler van Brøndby IF         |                                 |                                    |                                 |                                 |                                 |
| 110                               | 6 september 2011                | Denemarken – Noorwegen             | 2 – 0                           | EK-kwalificatie                 |                                 |
| 111                               | 7 oktober 2011                  | Cyprus – Denemarken                | 1 – 4                           | EK-kwalificatie                 | Goal · Goal                     |
| 112                               | 11 oktober 2011                 | Denemarken – Portugal              | 2 – 1                           | EK-kwalificatie                 |                                 |
| 113                               | 11 november 2011                | Denemarken – Zweden                | 2 – 0                           | Oefeninterland                  |                                 |
| 114                               | 29 februari 2012                | Denemarken – Rusland               | 0 – 2                           | Oefeninterland                  |                                 |
| 115                               | 26 mei 2012                     | Brazilië – Denemarken              | 3 – 1                           | Oefeninterland                  |                                 |
| 116                               | 2 juni 2012                     | Denemarken – Australië             | 2 – 0                           | Oefeninterland                  |                                 |
| 117                               | 9 juni 2012                     | Denemarken – Nederland             | 1 – 0                           | EK-eindronde                    |                                 |
| 118                               | 13 juni 2012                    | Denemarken – Portugal              | 2 – 3                           | EK-eindronde                    |                                 |
| 119                               | 8 september 2012                | Denemarken – Tsjechië              | 0 – 0                           | WK-kwalificatie                 |                                 |
| 120                               | 12 oktober 2012                 | Bulgarije – Denemarken             | 1 – 1                           | WK-kwalificatie                 |                                 |
| 121                               | 16 oktober 2012                 | Italië – Denemarken                | 3 – 1                           | WK-kwalificatie                 |                                 |
| 122                               | 6 februari 2013                 | Macedonië – Denemarken             | 3 – 0                           | Oefeninterland                  |                                 |
| 123                               | 22 maart 2013                   | Tsjechië – Denemarken              | 0 – 3                           | WK-kwalificatie                 |                                 |
| 124                               | 26 maart 2013                   | Denemarken – Bulgarije             | 1 – 1                           | WK-kwalificatie                 |                                 |
| 125                               | 5 juni 2013                     | Denemarken – Georgië               | 2 – 1                           | Oefeninterland                  |                                 |
| 126                               | 11 juni 2013                    | Denemarken – Armenië               | 0 – 4                           | WK-kwalificatie                 |                                 |

## Erelijst

### PSV Eindhoven
- Eredivisie: 1997, 2000, 2001, 2003
- Johan Cruijff Schaal: 1998, 2000, 2001, 2003

### AFC Ajax
- Johan Cruijff Schaal: 2007
- KNVB beker: 2010

### Olympiakos
- Super League: 2011

## Wetenswaardigheden
In Nederland wordt zijn naam verkeerd uitgesproken. Dahl spreekt men in het Deens uit als Deel. Zijn naam zou dan ook uitgesproken moeten worden als Rommedeel en niet Rommedaal zoals in Nederland gebruikelijk is.